# Fuenteguinaldo
Fuenteguinaldo ist ein westspanischer Ort und eine Gemeinde (municipio) mit 652 Einwohnern (Stand: 2024) im Südwesten der Provinz Salamanca nahe der Grenze zu Portugal in der Autonomen Gemeinschaft Kastilien-León.

## Lage und Klima
Der ca. 860 m hoch gelegene Ort Fuenteguinaldo liegt im Quellgebiet einiger Bäche, die allesamt bereits nach wenigen Kilometern in den Fluss Águeda münden. Die Entfernung zur Provinzhauptstadt Salamanca beträgt ca. 115 km in nordwestlicher Richtung; die sehenswerte Kleinstadt Ciudad Rodrigo ist nur etwa 26 km entfernt. Das an manchen Tagen von Atlantik beeinflusste Klima ist gemäßigt bis mild; Regen (ca. 775 mm/Jahr) fällt mit Ausnahme der Sommermonate übers Jahr verteilt.

## Bevölkerungsentwicklung
| Jahr      | 1857 | 1900 | 1950 | 2000 | 2020 |
| Einwohner | 1847 | 2378 | 2545 | 938  | 678  |

Der deutliche Bevölkerungsrückgang des Ortes seit der Mitte des 20. Jahrhunderts ist im Wesentlichen auf die Mechanisierung der Landwirtschaft und die Aufgabe bäuerlicher Kleinbetriebe („Höfesterben“) zurückzuführen.

## Wirtschaft
Die Landwirtschaft und die Viehzucht bildeten seit jeher die Lebensgrundlage der Bevölkerung des Umlands. Bereits im Mittelalter ließen sich auch Händler, Handwerker und Dienstleister aller Art in dem sich entwickelnden Ort nieder.

## Geschichte
Eine erste größere Ansiedlung war das ca. 5 km (Luftlinie) südlich des heutigen Ortes gelegene vettonische Castro de Iruena; diese kann auf das 6. Jahrhundert v. Chr. datiert werden. Römer, Westgoten und Mauren hinterließen keine Spuren. Im Zuge der Rückeroberung (reconquista) der ehemals christlichen Gebiete im 10./11. Jahrhundert dürfte der Ort vom Königreich León neugegründet und durch Christen aus dem Norden der Iberischen Halbinsel besiedelt worden sein (repoblación). 
Obwohl der Ort im 15. und 16. Jahrhundert seine Blütezeit erlebte, war er aufgrund seiner strategischen Lage zwischen der portugiesischen Grenze und Salamanca immer wieder Schauplatz von kriegerischen Auseinandersetzungen. Beim Comuneros-Aufstand (1520–1522) war die Stadt zweigeteilt in Anhänger und Gegner Karls I. von Spanien.
Während der Napoleonischen Kriege (ca. 1810) machte der britische Generalleutnant Wellington den Ort zeitweise zu seinem Hauptquartier, was ca. ein Jahr später seine teilweise Zerstörung zur Folge hatte.

## Sehenswürdigkeiten
- Die Iglesia de San Juan Bautista mit ihrem horizontal schließenden Glockengiebel (espadaña) stammt aus dem 16. Jahrhundert und macht einen durchaus wehrhaften Eindruck, zu dem auch die hoch gelegenen Fenster beitragen. Das einschiffige Langhaus ist gewölbt; die Vierung und die polygonal gebrochene Apsis zeigen schöne Sterngewölbe. In der Apsis steht auch das Schmuckstück der Kirche – ein imposantes Altarretabel (retablo) aus der Zeit der Spätrenaissance von Lucas Mitata.[3]

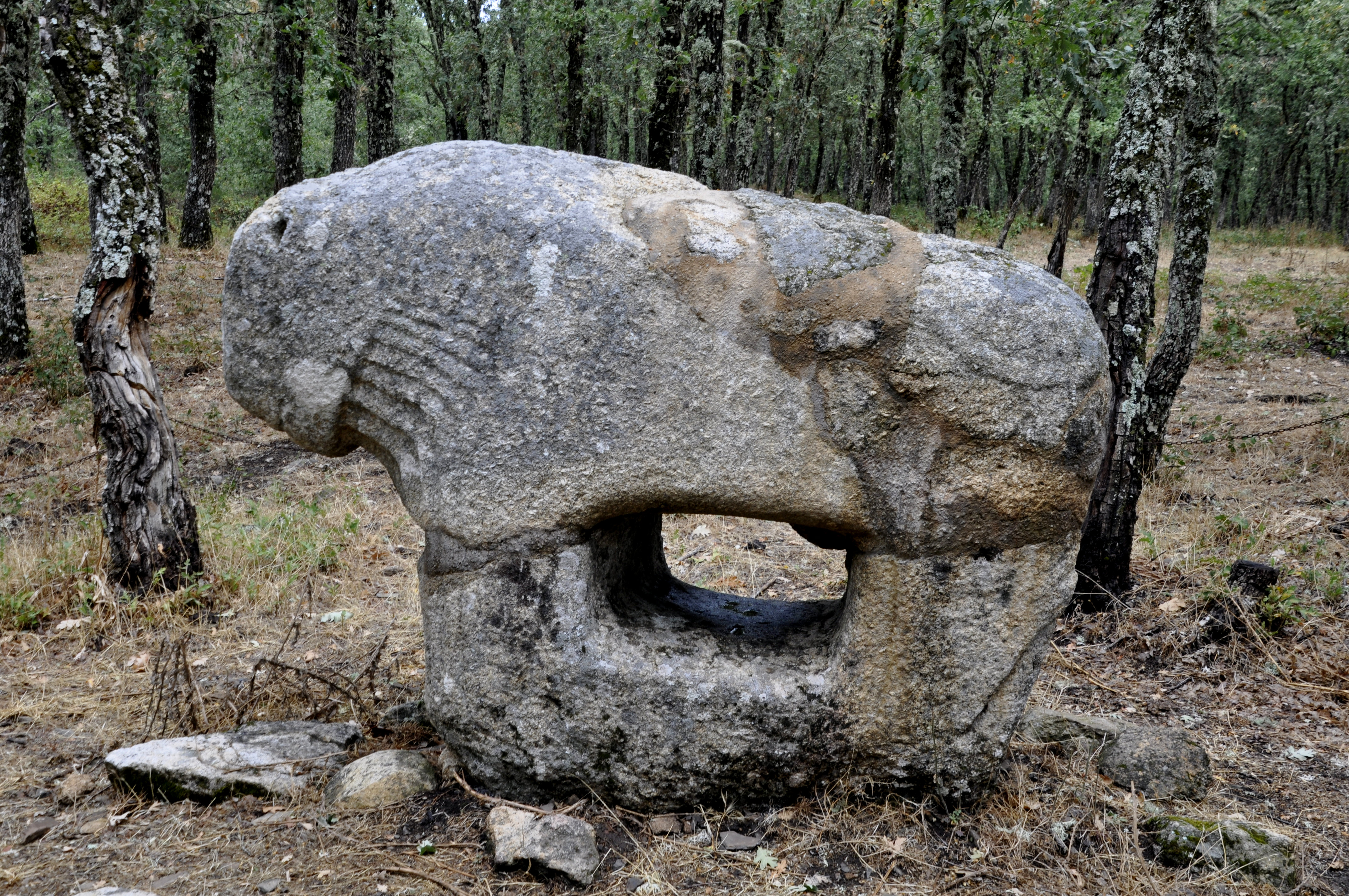
Verraco-Figur im Castro de Irueña

- Seitlich der Kirche steht das Gebäude, in welchem General Wellington sein Hauptquartier innehatte.

Umgebung
- Die kleine Kapelle der Ermita de Cristo befindet sich in einem kleinen Weiler (pedanía) ca. 4 km südöstlich des Ortes.[4]
- Auf einem abgetreppten Rundsockel davor erhebt sich eine monolithische Steinsäule mit einem Kreuz.
- Gut 8 km (Fahrtstrecke) südlich des Ortes befindet sich die eisenzeitlich-keltische Stätte des Castro de Irueña.[5] Wichtigste Sehenswürdigkeiten sind eine beschädigte Tierskulptur (verraco) sowie ein später hier aufgestellter Jupiter-Altar.

## Persönlichkeiten
- José Sánchez González (* 1934), römisch-katholischer Geistlicher, Bischof von Sigüenza-Guadalajara 1991–2011